# The Unborn (banda)
The Unborn es una banda de Neofolk argentina.

## Historia

### Los comienzos y el primer disco
The Unborn surge en una fría y nublada tarde de invierno de 1996, cuando Astaroth y Asmodeo, deciden aunar sus espíritus en un proyecto dedicado a la música oscura. Las composiciones melancólicas de la banda convertirían a The Unborn en el grupo precursor del Gothic-Folk-Metal en Argentina.
La primera formación estable se consolida a principios de 1997, y de ella surge la primera parte de la Trilogía del No Nacido, The Second Birth Pt I, lo que se transformaría en el primer disco de la agrupación, con una edición en 1998 y una reedición en el 2005.
Este primer disco es sin duda el más melancólico y oscuro del grupo, destacándose temas como "The Second Birth", "Black Star" y "Dark Waters". Los temas describen pasajes desgarradores y dramáticos, en donde el mensaje del "No Nacido" se muestra en una dimensión única de belleza y melancolía. En este trabajo se destacan el contrapunto de las voces Guturales y limpias de Astaroth, junto con los climas hipnóticos y profundos que serán una marca característica de The Unborn.
Previo a la grabación del primer Disco, The Unborn compuso y grabó en 1996 un Demo con 4 canciones que nunca llegaron a editarse. Este Demo fue bautizado por la banda como el "Demo Oculto". Esta pieza única de composiciones crudas y extremas, está próxima a hacerse conocer en formato virtual, ya que la Profecía del "Barón Lacot" presagió este evento para luego de que la Trilogía del No Nacido fuera terminada y editada.

### El segundo disco de la banda
The Unborn llegaría al punto más alto compositivo de su trayectoria al dar a conocer The Second Birth Pt II. Compuesto por Astaroth en el año 2003, este trabajo necesitó de una nueva formación para ser conocido (ver sesión de fotos 2005).

Este disco fue editado en el 2006, y es sin duda una pieza impecable que se destaca por el trabajo vocal de Aradia y Astaroth, acompañados por temas que desbordan emotividad y belleza.

En ellos la inclusión de cellos, violines y pianos en la composición, más los climas profundos y oscuros de la banda, llevan a este disco a un plano más épico, sin perder la melancolía que caracteriza a la primera Banda de Metal Gótico de Argentina. No se pueden destacar canciones de este disco, ya que todas ellas forman parte de una obra conceptual única.

### Los shows internacionales y su tercer y cuarto disco
Luego de la grabación de su segundo Disco, a The Unborn le llegó la hora de los grandes compromisos escénicos. En el año 2006 The Unborn tuvo su debut con bandas internacionales, actuando como principal grupo soporte de: The Gathering, Leaves' Eyes, y Atrocity. Durante el 2007, The Unborn tuvo el privilegio de ser la única banda nacional invitada para abrir los conciertos de The Gathering y de Epica en Buenos Aires, realizando con posterioridad a estos Shows las primeras giras de la banda por el interior del país.
Luego de estos importantes compromisos, se inició la composición y grabación de los temas que formarían parte de The Second Birth Pt III, álbum que cerrará a futuro la Trilogía del No Nacido, pero cambios inesperados en la formación de la banda hicieron retrasar la salida de este disco, el cual fue grabado pero no editado.
En el 2008 iniciamos la reforma y equipamiento del nuevo estudio de grabación de la banda. El mismo fue inaugurado el 2 de mayo de 2008, con la grabación de nuevos temas que formaron parte de un nuevo disco, Principhia Mathematica, el cuarto álbum de la banda en componerse, pero el tercero en editarse. Dicho material fue editado por el sello discográfico 2M en julio de 2009, con una nueva formación (ver sesión de fotos 2008). Este disco se destaca por un mejor sonido fundamentalmente de batería y guitarras acústicas, y compositivamente es el disco donde se encuentran las mejores canciones Folk de la banda, destacándose temas como "Universe Paradox", "Ancient Philosophers", "Bones Bridge" y "Zodiacal Influence". En este disco toma una preponderancia fundamental la incorporación de la Gaita como nuevo instrumento.
El 15 de noviembre de 2009 The Unborn presentó oficialmente su tercer disco, nada más ni nada menos que junto a Moonspell y Tiamat. Y En el año 2010, The Unborn lanzó la tercera y última parte de la Trilogía del Segundo Nacimiento, The Second Birth Pt III, siendo este su cuarto álbum de estudio editado. Este disco mantuvo las composiciones originales del 2007 en un 50%, agregándole un toque más Folk que venía arrastrando de su anterior disco. Es por eso que esta trabajo discográfico es el más versátil de todos, ya que conserva el espíritu de los comienzos de la banda, más las nuevas tendencias en las que se incursionaron en los últimos años. Se destacan temas como "Asmodeo", "Cry of Astaroth", "Nocturnal Demons" y "The Child & the serpent", siendo esta última la mejor y más completa obra compositiva de Astaroth.

### Los festejos de sus 15 años de vida
En las vísperas del festejo de sus 15 años de vida, en el Invierno de 2011, la banda precursora del Gothic Metal en Argentina, puso en descarga libre toda su discografía en su sitio oficial, para que los Fans de todo el Mundo puedan conocer las melodías oscuras y melancólicas de la banda.
Durante el 2011 The Unborn festejó sus 15 años con una serie de conciertos especiales, en donde se destacan dos presentaciones en el Palais de Glace, lugar histórico Argentino conocido como el Palacio de las Artes, y con la grabación de su primer DVD en vivo en el Teatro Empire, el cual será editado durante el año 2012.

### Su quinto disco
Entre enero y abril de 2012, The Unborn grabó su quinto álbum.
Esta nueva obra es muy diferente a las anteriores, ya que luego de abordar distintos estilos europeos durante 15 años, este nuevo disco tiene fuertes rasgos culturales propios que nos identifican. La música tendrá el enfoque artístico que caracteriza a la banda, pero con un valor agregado a la propuesta de The Unborn, que será su identidad regional.

Debido a este cambio que implica volver la mirada hacia nuestra tierra, el nuevo disco se llamó Volviendo a Casa, y se editó por la Productora Dunkler Bär en junio de 2012.
Aparte de editar este nuevo Disco, la Productora editará el DVD de los 15 años, grabado en julio de 2011 en el Teatro Empire.

### 2012/2013 - Las giras y la Tragedia
Para la presentación de Volviendo a Casa se programaron una serie de conciertos que incluyeron, un Ciclo de Shows en el Teatro Colonial, entrevistas radiales, interpretando temas del nuevo disco en línea, y finalmente una serie de Giras por el interior del país.

Para éstas Giras se programaron 14 conciertos en 7 Provincias del País, en las Ciudades de Chivilcoy, Pergamino, La Plata, Villa Mercedes(SL), Lujan de Cuyo(M), San Juan(SJ), San MIguel(T), Salta(S), y San Salvador(J).
Durante todo este período se realizó la composición de los temas que formarían parte de nuestro 6.º disco, y que comenzaríamos a grabar en noviembre de 2013, al regresar de la gira por el Norte Argentino.
Las cosas no podían estar saliendo mejor, no solo en convocatoria, sino en también en la aceptación del público al nuevo estilo propuesto, y a la expectativa creada sobre el nuevo material que vendría pronto.

Pero cumpliendo con los últimos compromisos en octubre de 2013, una inesperada tragedia cambiaría nuestras vidas para siempre.
El sábado 12 de octubre de 2013, de camino a la ciudad de Salta, y luego de haber tocado la noche anterior en Tucumán, un terrible accidente de tránsito le arrebataría la vida a Héctor Gervan (Zagham), percusionista, y le causaría graves lesiones a Alejandra Martínez (Elodia), tecladista de la banda.
Ésta tragedia que cambió la vida de todos los integrantes de The Unborn, y la de nuestros seres queridos, fue un terrible e inesperado giro del destino, nunca previsto.  Y fue el disparador para que de forma solidaria, toda la escena se uniera, para ayudarnos y apoyarnos en los peores momentos.

Demostraciones de afecto que agradeceremos de por vida...

### 2014 - La transición a la nueva etapa
Luego de este terrible golpe, el 2014 fue un año de transición para la banda. Por un lado haciendo algunas presentaciones en un formato simple que nos permitiera seguir ligados a la música y al público, que fue una de las mejores terapias para ir dejando atrás los días de tan profunda tristeza. Y por otro lado dedicando toda nuestra carga emotiva a la composición de un nuevo material discográfico, pensando en una posible continuidad a partir del 2015.
El nuevo material finalmente fue plasmado en formato Demo hacia finales de 2014, y el último Sábado del año nos presentamos en vivo mostrando un adelanto de los nuevos temas.

En este mismo concierto brindamos una despedida especial y emotiva a los viejos integrantes, que por un motivo o por otro no participarán de la etapa que se viene, y presentamos a nuevos integrantes que formarán parte de la formación estable de la banda en el 2015.

### 2015 - Su sexto Disco y el camino hacia el 20.º Aniversario
Durante el 2015 The Unborn lanzó su sexto disco de estudio titulado Babel, con su nueva formación, conformada básicamente por músicos invitados. El nuevo disco de la banda lleva el Neofolk oscuro que se estaba interpretando, a límites de extrema melancolía, y pasajes marciales y épicos, entremezclados con aromas propios de nuestra tierra, que hacen de Babel un disco extraordinariamente emotivo y sentido, tanto en lo musical como en su lírica, cantada en 7 idiomas diferentes.

Un Disco único en todo aspecto.
Durante el 2015, Babel se presentó no solo en auditorios de Buenos Aires, sino en el interior de la Provincia, Salta, Córdoba, San Luis y Mendoza.
También el lanzamiento de este trabajo discográfico fue recibido con mucha expectativa por la prensa de todo el País. Se enviaron copias del material a todos los programas de radio relacionados con la música oscura, y se realizaron decenas de entrevistas telefónicas motivadas por este lanzamiento.

### 2016 - 20.º Aniversario de The Unborn
El 2016 fue un año muy especial para la banda, ya que se organizó un concierto especial en Buenos Aires para festejar el vigésimo Aniversario, seguido de una Gira, por las ciudades de San Luis y Mendoza, para terminar participando del Blasfemia Extreme Fest en Valparaíso, República de Chile, en marzo de ese año.
Luego de estos compromisos, la banda se alejó momentáneamente de los escenarios, para abocarse de lleno a la tarea de editar el audio y el video del Concierto del 20º Aniversario, y a componer nuevo material discográfico, con el objetivo de editarlo en formato EP en 2017.

### 2017 - Presentación y Edición del Video del Concierto del 20.º Aniversario y del nuevo Material Discográfico
A principios de 2017, The Unborn estará compartiendo la grabación del Concierto del 20.º Aniversario en el canal oficial de la banda, y hacia fines de marzo presentará el nuevo EP titulado Halt 105. Este nuevo disco traerá cambios en el estilo musical de la banda, y en su Lineup con respecto al 2016, iniciando una nueva etapa en la Historia de The Unborn.

### 2022 a la actualidad - El reencuentro, un nuevo inicio, y la difusión por sellos europeos.
En 2022 The Unborn se encuentra camino a sus 30 años en el Under Argentino, y se propuso como meta reunir a los tres músicos fundadores de la Banda (Astaroth, Asmodeo y Storax), sumando dos músicos nuevos a su formación y hacer una amplia difusión de su prolífera discografía.
Para ello se realizó una nueva Mezcla y Masterización en sus dos primeros Discos, The 2nd Birth Pt I y Pt II, que se realizó en  "STN The Art Room", en Merlau, Hessen, Alemania.
La difusión estuvo compuesta por el lanzamiento de la segunda edición de ambos trabajos, a cargo del sello discográfico europeo "Careless Records", y se puede conseguir en formato físico o virtual en los sitios oficiales de dicho sello.
En el 2023 comenzaríamos los contactos con el sello español Avispa Records, para firmar un contrato por la difusión en plataformas digitales de un selectivo de 8 canciones de los discos "The 2nd Birth Pt III" y de "Principhia Mathematica", contrato que se pudo cristalizar a inicios de 2024.
A partir del 2024 comenzarán una serie de conciertos hacia fin de dicho año, que darán inicio a un gran Tour que llevará adelante The Unborn en vísperas de su 30.º Aniversario.

## Miembros

### Última formación conocida
- Astaroth - guitarra y voz
- Asmodeo - batería
- Storax - bajo
- Mario De Lucía - guitarra
- Fernando Villar - teclado

## Discografía

### Álbumes
- The Second Birth pt I (1998 & 2005).
- The Second Birth pt II (2006).
- Principhia Mathematica (2009).
- The Second Birth pt III (2010).
- Volviendo a Casa (2012).
- Babel (2015).

### DVD
- Show junto a The Gathering (2007)
- Show del 15ª Aniversario (2011)
- Show Presentación del Disco "Volviendo a Casa" (2013)